# Isaac Albéniz
Isaac Manuel Francisco Albéniz (ur. 29 maja 1860 w Camprodon, zm. 18 maja 1909 w Cambo-les-Bains) – hiszpański kompozytor i pianista. Jedna z najważniejszych postaci w historii muzyki hiszpańskiej. Kompozytor, który w największym stopniu – obok Enrique Granadosa czy w mniejszym stopniu Manuela de Falli – przyczynił się do wykreowania kompozytorskiej i pianistycznej hiszpańskiej szkoły narodowej.

## Życiorys
Albéniz rozpoczął naukę gry na fortepianie pod okiem starszej siostry w wieku trzech lat. Był genialnym dzieckiem: w wieku czterech lat wystąpił jako pianista w Teatro Romea w Barcelonie, gdzie jego występ oceniono jako nieprawdopodobny. Od 1865 brał lekcję gry na fortepianie u Narciso Oliveras. W 1867 wyjechał z matką do Paryża, gdzie został przychylnie przyjęty przez Antonina Marmontela, wybitnego kompozytora i profesora klasy fortepianu Konserwatorium Paryskiego. Uznano jednak, że Albéniz jest zbyt młody, by brać udział w kursach. W 1868 odbył pod opieką ojca tournée po Katalonii. W wieku dziewięciu lat, w 1869 roku, po przeprowadzce rodziny do Madrytu, rozpoczął konserwatoryjne studia muzyczne. W 1870 uciekł jednak z domu do Escorial. Dawał koncerty w miastach Kastylii, by w końcu, okradziony podczas podróży z bagażu, wrócić do domu. W wieku dwunastu lat uciekł z domu po raz kolejny. Dawał koncerty w Andaluzji. Dotarł do Kadyksu, gdzie wsiadł jako pasażer na gapę na transatlantyk. Był wtedy w Argentynie, Urugwaju, Brazylii, na Kubie, w Portoryko i Stanach Zjednoczonych. Wrócił po roku do Europy, na Wyspy Brytyjskie. Przez Liverpool i Londyn dotarł do Lipska, gdzie rozpoczął studia u Alexandra Jadassohna i Carla Reinecke. W 1874 jego siostra Blanca popełniła samobójstwo, kiedy nie została przyjęta do Teatro de la Zarzuela jako śpiewaczka. 
Albéniz wrócił do Madrytu dopiero w 1877, gdzie szybko uzyskał stypendium księcia Guillermo Morphy’ego na studia w Brukseli pod kierunkiem François Auguste’a Gevaerta z kompozycji i Louisa Brassina z fortepianu. Jego pobyt tam był krótki, chociaż pełen sukcesów. Albéniz odbył kolejną podróż na Kubę i po USA. Wrócił do Europy w 1879. Zapewne uznał, że zwykłe konserwatoria nie mogą go już niczego nauczyć. Podążał teraz za Lisztem, przez Weimar, Pragę, Wiedeń i Budapeszt. Pierwsze spotkanie kompozytorów nastąpiło 18 sierpnia 1880 roku. Pod kierunkiem Franza Liszta Albéniz szlifował technikę pianistyczną przez dwa lata. 
W 1883, po kolejnej podróży po Ameryce Południowej, osiadł w Barcelonie. 23 czerwca 1883 ożenił się z Rosiną Jordaną. Mniej więcej w tym czasie poznał Felipe Pedrella, który zainspirował Albéniza do poszukiwań inspiracji w ludowej muzyce hiszpańskiej. Był to przełomowy okres w życiu kompozytora. W 1885 urodził się syn Isaaca i Rosiny, Alonso Albéniz, a w 1889 i 1890 córki. W 1885 rodzina przeprowadziła się do Madrytu. Powoli kompozytor zarzucał karierę pianisty-wirtuoza. W 1889 roku dał kilka koncertów w Paryżu, poświęcał się jednak bardziej nauce pod kierunkiem Paula Dukasa i Vincenta d’Indy’ego. 
W latach 1890–1893 mieszkał w Londynie. W 1891 podpisał kontrakt z tamtejszym bankierem Francisem Burdettem, na mocy którego Albéniz zobowiązał się pisać muzykę do jego librett. Tandem ten okazał się dość jałowy artystycznie. Powstała w zasadzie jedna cenna opera Pepita Jiménez. W 1893 roku, po premierze opery The Magic Opal do libretta Arthura Lawa, kompozytor wrócił do Paryża, z pewnością tęskniąc za inspirującym towarzystwem kompozytorów, takich jak Vincent d’Indy, Gabriel Fauré, Claude Debussy czy Paul Dukas. W 1895 w Teatro del Liceu w Barcelonie miała hiszpańską premierę opera Henry Clifford, rok później Pepita Jiménez. W Paryżu Albéniz mieszkał blisko siedem lat. W tym czasie dorywczo pracował jako nauczyciel fortepianu w Schola Cantorum. Wciąż jednak dużo podróżował. 
Kompozytor był szanowany i majętny. Starał się przy tym pomagać młodym twórcom. W 1897 roku potajemnie opłacił wydanie w oficynie Breitkopfa Poème Ernesta Chaussona. W 1898 odbył podróż po Grenadzie, która zainspirowała go do napisania ważnego cyklu: La vega. Po śmierci matki w 1900 roku przeniósł się do rodzinnej Barcelony. Z powodu złego stanu zdrowia, a cierpiał już wtedy od lat na kłębuszkowe zapalenie nerek i niepowodzenia wystawienia opery Merlin, wrócił do Paryża w 1902 roku. Rok później, po śmierci ojca, przeniósł się do Nicei. Kolejne lata spędził nad swoim „opus vitae”: suitą Iberia. Pierwszy zeszyt Iberii został zaprezentowany 9 maja 1906 w Salle Pleyel w Paryżu, drugi 11 września 1907 w akwitańskim Saint-Jean-de-Luz, trzeci 3 stycznia 1908 w paryskim domu pani de Polignac, czwarty 9 lutego 1909 w siedzibie Société Nationale de Musique. Wszystkie wykonania należały do wybitnej pianistki, Blanche Selva. Krótko później, w marcu 1909 Albéniz przeniósł się do Cambo-les-Bains, gdzie ostatecznie pokonała go choroba. 
Na krótko przed śmiercią otrzymał wiadomość o odznaczeniu go francuskim krzyżem Orderu Legii Honorowej.

## Twórczość
Twórczość Albéniza jest obszerna i obejmuje gatunki od miniatur instrumentalnych po opery. Większą część jego spuścizny stanowią jednak utwory fortepianowe. Na początku drogi twórczej kompozytor niewątpliwie wzorował się na tradycji lisztowskiej, co wyraźnie można odczuć w harmonice i wirtuozerii licznych, młodzieńczych utworów. Mniej więcej od 1890, z pewnością również pod wpływem haseł Pedrella, Albéniz starał się zwracać uwagę na inspiracje pochodzące z ludowej sztuki Półwyspu Iberyjskiego. Niezwykle istotne są w końcu wpływy francuskich impresjonistów. Warto jednak zwrócić uwagę, że Albéniz mieszkał przez wiele lat w Paryżu, utrzymywał przyjacielskie kontakty z Claude’em Debussym, Maurice’em Ravelem i innymi kompozytorami francuskimi. W paryskich salonach wymieniano się pomysłami, prezentowano szkice utworów. Stąd Albéniz traktowany jest jako współtwórca francuskiego impresjonizmu. 
Ukoronowaniem twórczości kompozytora jest bez wątpienia suita fortepianowa Iberia, dzieło odznaczające się wyjątkowym bogactwem środków pianistycznych, w tym efektami imitującymi dźwięk gitary czy kastanietów, z popularnym utworem España. Szczególnie jednak znamienna jest kolorystyka Albéniza, późno-romantyczna nastrojowość, próba oddawania nastrojów poprzez śmiałą, swobodną od centrum tonalnego harmonię. Jako kompozytor muzyki operowej, Albéniz był znacznie bardziej powierzchowny. Poza operą Pepita Jiménez i zarzuelą San Antonio de la Florida olbrzymia część utworów Albéniza pozostaje w zapomnieniu. Powoli jednak na sale koncertowe wracają takie dzieła jak: La vega, Cantos de España (słynne dziś już Asturias) czy Suite Española. Warto zauważyć, że niezwykle popularna w repertuarze gitarowym Asturias (Legenda) z Cantos de España czy Granada ze Suite Española napisane były pierwotnie na fortepian. Albéniz bardzo lubił transkrypcje swoich utworów na gitarę i nieraz nawet pisał, że woli wersje gitarowe od oryginalnych. Podobnie ma się rzecz z orkiestrowymi utworami Albéniza, znana jest przede wszystkim Iberia w orkiestrowym opracowaniu Enrique Fernandeza-Arboza. Kompozytor ma w swoim dorobku jednak udane kompozycje napisane specjalnie na większy zespół instrumentalny, gdzie wyróżnić należy suitę Catalonia z 1899, Rapsodię española op. 70 i koncert fortepianowy op. 78. Nie istnieje żaden kompletny katalog utworów Albéniza. Usystematyzowanie dzieł hiszpańskiego twórcy byłoby jednak bardzo trudne, ponieważ olbrzymia ta spuścizna jest częściowo zaginiona.